# ジャワしょうが
ジャワしょうが（学名: Zingiber purpureum）は、ショウガ科（Zingiberaceae）に属する植物で、インドネシアを始め東南アジアに広く分布して自生・栽培されている。インドネシアでは、ジャワしょうがは「Bangle」（バングレ）と呼ばれ、古くから伝統薬であるJamu（ジャムー）のひとつとして、風邪、胃痛、頭痛、リウマチ、肥満などに対して有効な生薬としても知られている。
近年、神経栄養因子様活性化合物「バングレン（Bangle）」を含有するジャワしょうがが報告されたことを契機に、研究が急速に進んできた。
しかし、ジャワしょうがに含有されるバングレンは、高濃度にエキス化された原料が有効とされている。ヒト臨床試験においても、ジャワしょうが抽出物粉末85mgを含有する錠剤を朝食後と夕食後にそれぞれ3錠ずつの摂取で試験が行われた。臨床試験から、認知機能に影響するバングレンの必要な接種量は、1日につき30mgであることが示唆される。
その効果は、予防医学の観点から非常に注目されており、Googleが運営する動画共有プラットフォームYoutubeでもその情報が投稿されている。

## ジャワしょうがエキス
ジャワしょうがには特徴的な成分としてフェニルブタジエン、フェニルブテノール、フェニルブテニルアセテートなどのフェニルブテノイドモノマーに加え、trans-バングレンとcis-バングレンが含まれている。「バングレン（Bangle）」は、ジャワしょうがをエキス化することで成分を高濃度にする必要があるとされている。
この他、クルクミンをはじめとするクルクミノイドも存在する。一方、一般的な生姜に含まれる成分であるジンゲロールやショウガオールは含まれておらず、極めて特徴的な生姜である。

## 安全性
ジャワしょうがは、昔から食べられてきた歴史があるため安全性は問題ないと考えられている。また、国立研究開発法人医薬基盤・健康・栄養研究所　国立健康・栄養研究所のWEBサイト中の「健康食品」の安全性・有効性情報の素材情報データベースの中にも記載されている食品素材になっている。
また、ジャワしょうがエキス粉末の安全性試験において科学的な観点からも評価されており、ヒト安全性試験および動物試験のデータが公開されている。
- 急性毒性試験　　　ラットで最大2,000㎎/kg[5]
- 亜急性同棲試験　　ラットで最大1,000㎎/kg/day、90日間[5]
- ヒト安全性試験　　850㎎/day、28日間[5]

## ジャワしょうが（バングレン）の脳機能改善作用
ジャワしょうがの最も注目されている健康機能性は脳機能改善作用とされている。ジャワしょうがの中には、特異的な機能、神経賦活作用を有する「バングレン（Bangle）」が含まれることが知られている。
これまでの研究では、加齢により認知障害が引き起こされるモデルマウスにおけるcis-Bangle含有食による空間学習、記憶障害の改善や、ジャワしょうがから抽出されたクルクミノイドによる神経突起の伸長作用、フェニルブテノイド二量体「cis/trans-Bangle」によるPC12細胞の神経突起発芽の誘導、初代培養細胞の神経突起長および神経突起数の増加作用、認知症モデルマウスにおける海馬の神経新生促進作用など、神経栄養作用が広く報告されており、パーキンソン病を含む神経変性疾患の治療への応用が強く期待できる。加えて、最近では、cis-Bangle摂取がオートファジー機能の低下を改善し、運動模倣標的であるAMPKを活性化することでミトコンドリアの生合成とグルコースの取り込みを増加させることが示された。